# Рівне (Миколаївський район)
Рі́вне — село (до 2012 року — селище) в Україні, у Чорноморській сільській громаді Миколаївського району Миколаївської області. Населення становить 900 осіб.
Розташоване за 2 км від Березанського лиману, за 12 км північніше центру громади й за 61 км від найближчої залізничної станції Миколаїв.

## Населення

### Мова
Розподіл населення за рідною мовою за даними перепису 2001 року:
| Мова       | Кількість | Відсоток |
| ---------- | --------- | -------- |
| українська | 818       | 90.89%   |
| російська  | 65        | 7.23%    |
| румунська  | 7         | 0.78%    |
| вірменська | 4         | 0.44%    |
| білоруська | 3         | 0.33%    |
| гагаузька  | 2         | 0.22%    |
| болгарська | 1         | 0.11%    |
| Усього     | 900       | 100%     |

## Історія

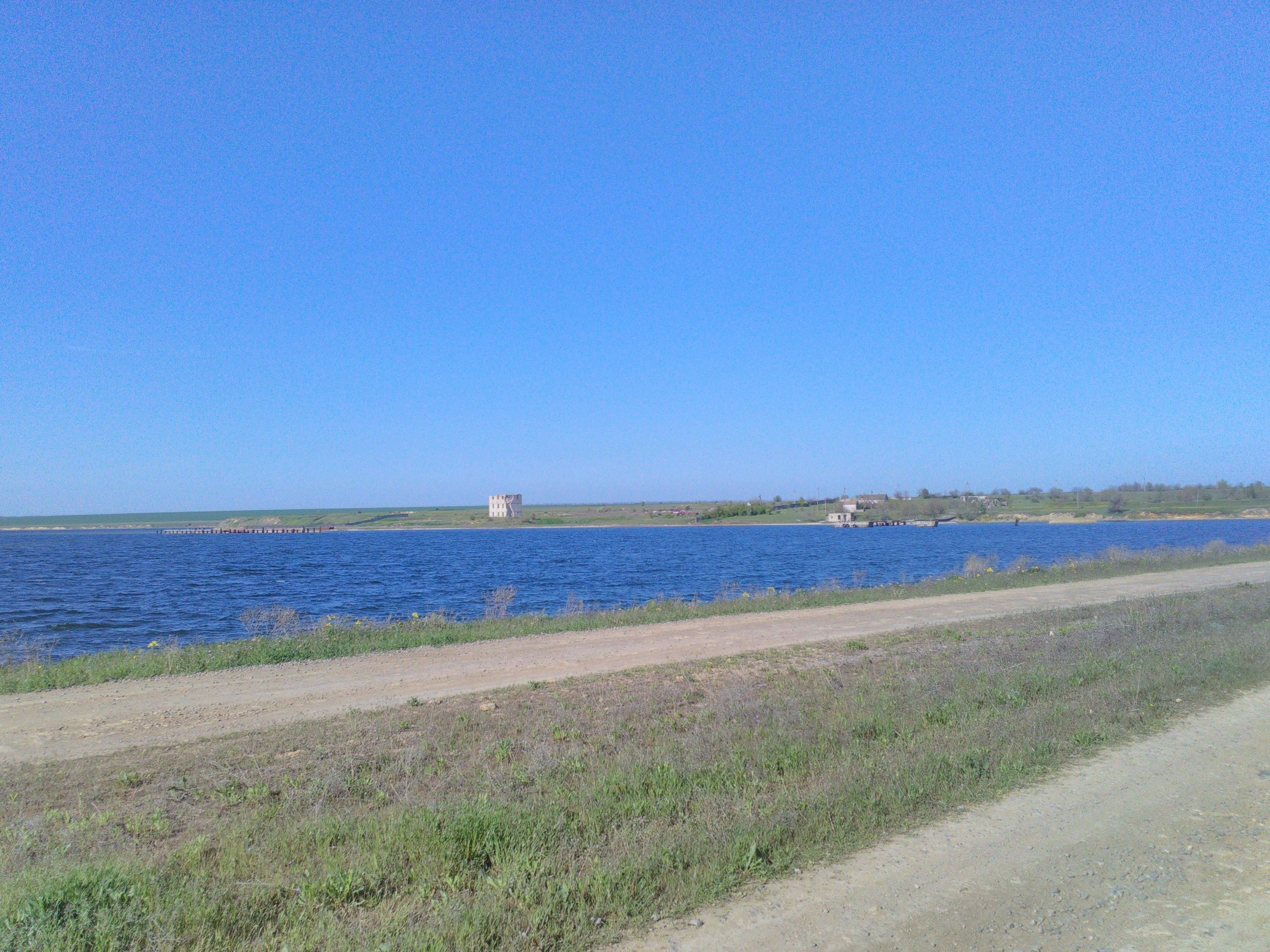
Село Рівне з боку Березанського лиману

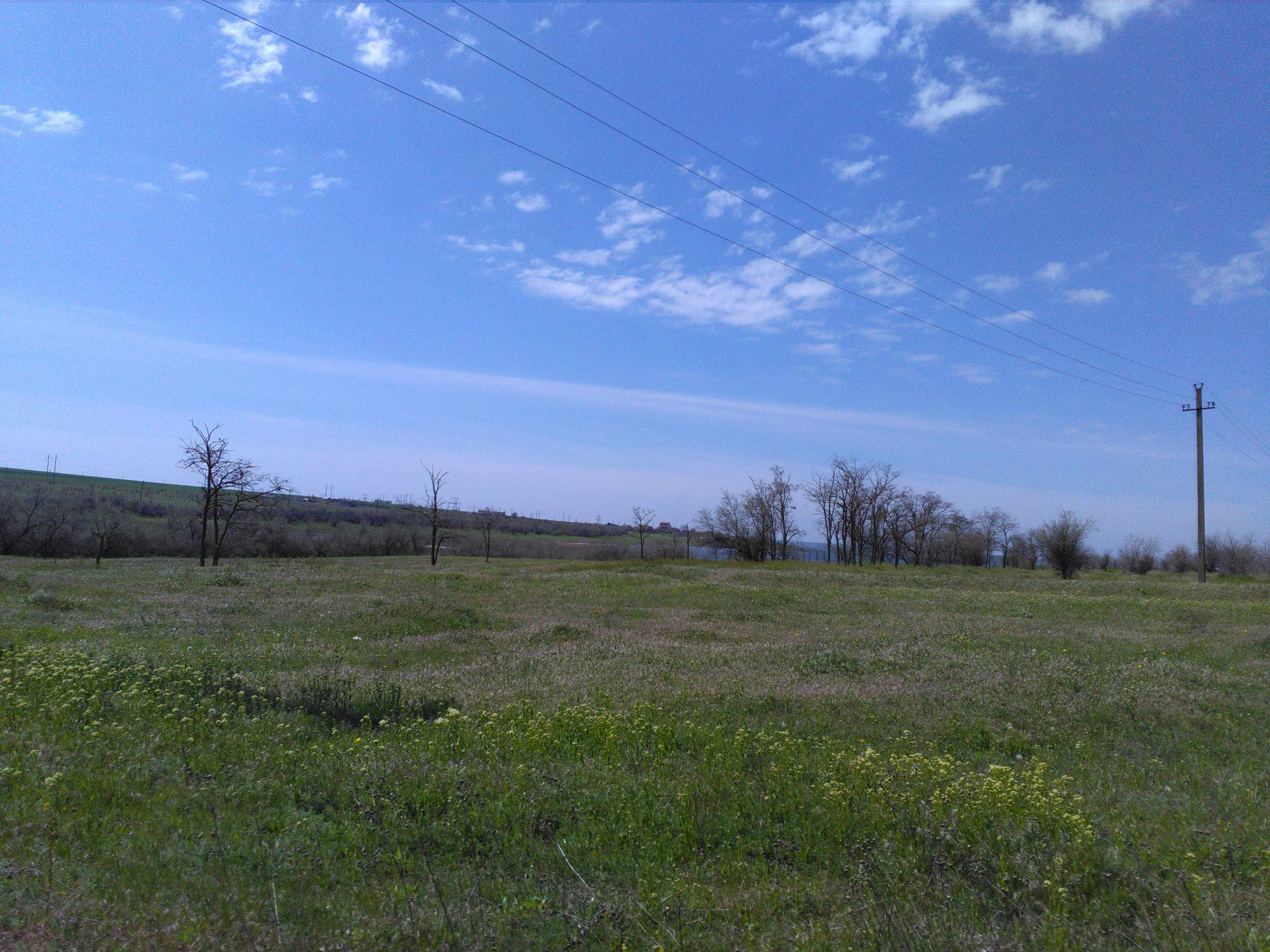
Природа Очаківського району в кінці квітня 2019, на задньому плані видніється село Рівне

Село засноване 1928 року, як центральна садиба племінного вівцерадгоспу імені П. П. Шмідта.
В роки Другої світової війни 173 мешканці селища брали участь в бойових діях, з них 58 — загинули.
В повоєнні роки в селищі велось інтенсивне житлове будівництво, розвивалась інфраструктура. У 1976 році комітет ВДНГ СРСР за значні успіхи, досягнуті в будівництві та блогаустрої, нагородив селище дипломом 3-го ступеня.

## Навчальні заклади
Загальноосвітня школа І-ІІІ ступенів Чорноморської сільської ради Очаківського району Миколаївської області, що розташована по вулиці Центральній 43.

## Пам'ятники
У 1961 році встановлено пам'ятник В. І. Леніну (повалений за часів незалежності).
У 1963 році споруджений пам'ятник на честь загиблих в роки німецько-радянської війни односельчан.

## Відомі люди
- Чабан радгоспу В. К. Харлан удостоєний звання Героя Соціалістичної Праці (1958).
- Сергієнко Роман Миколайович — солдат Збройних сил України, учасник російсько-української війни 2014—2015, кавалер ордена «За мужність» III ступеня.